# Pomnik Ernesta Malinowskiego w Peru
Pomnik Ernesta Malinowskiego w Peru – pomnik autorstwa Kazimierza Gustawa Zemły zlokalizowany w najwyższym punkcie Centralnej Kolei Transandyjskiej (Przełęcz Ticlio), upamiętniający Ernesta Malinowskiego, polskiego inżyniera zasłużonego dla Peru. Odsłonięty w 1999, w setną rocznicę śmierci inżyniera.
Pomnik znajduje się na wysokości 4818 metrów n.p.m.. Pomnik składa się z kilku elementów. W granicie wyryte są godła Peru i Polski, którym towarzyszy napis po polsku i hiszpańsku: Inżynier Polski, Patriota Peruwiański, Bohater obrony Callao 1866, projektant i budowniczy Centralnej Kolei Transandyjskiej. Na kamiennym kole umieszczonym na cokole znajduje się wykonana z brązu płaskorzeźba z portretem Ernesta Malinowskiego.